# Maison Blanche (metrostation)
Maison Blanche er en station på metronettet, beliggende i Paris' 13. arrondissement. Stationen betjener metrolinje 7, og den blev åbnet 7. marts 1930 som station for metrolinje 10 mellem Place d'Italie og Porte de Choisy. Den 26. april 1931 blev stationen overført til linje 7. Syd for den deler linje 7 sig i to med endestationerne Mairie d'Ivry i sydøstlig retning og Villejuif - Louis Aragon i sydlig retning. Det er planer om at forlænge linje 14 til denne station via metrostationen Olympiades.
Stationen bærer samme navn som den bydel, den ligger i, idet begge er opkaldt efter et kendt herberg, Maison Blanche – Det hvide hus. En gade nær stationen Tolbiac har også dette navn. Metrostationen var 6. oktober 1995 stedet for et attentat foretaget af algierske islamistiske ekstremister (GIA), hvorunder 18 mennesker blev såret.
Det er fire indgange til stationen:
- Avenue d'Italie 119
- Rue du Tage 162
- Rue de la Vistule 103
- Rue Bourgon 144

Nær stationen ligger et af Paris' asiatiske kvarterer og Maison Blanche-kvarteret.

## Trafikforbindelser
- RATP

## Galleri
- Indgangen ved Avenue d'Italie 119
- En af stationens perroner